# Anomis gossypii
Anomis gossypii är en fjärilsart som beskrevs av Jan Sepp 1828. Anomis gossypii ingår i släktet Anomis och familjen nattflyn. Inga underarter finns listade i Catalogue of Life.